# Опташі-Мегура
Опташі-Мегура (рум. Optași-Măgura) — комуна у повіті Олт в Румунії. До складу комуни входить єдине село Опташі.
Комуна розташована на відстані 115 км на захід від Бухареста, 28 км на північний схід від Слатіни, 72 км на північний схід від Крайови, 141 км на південний захід від Брашова.

## Населення
За даними перепису населення 2002 року у комуні проживали 3617 осіб. Усі жителі комуни рідною мовою назвали румунську.
Національний склад населення комуни:
| Національність | Кількість осіб | Відсоток |
| -------------- | -------------- | -------- |
| румуни         | 3613           | 99,9%    |
| цигани         | 4              | 0,1%     |

Склад населення комуни за віросповіданням:
| Релігія     | Кількість осіб | Відсоток |
| ----------- | -------------- | -------- |
| православні | 3612           | 99,9%    |
| баптисти    | 4              | 0,1%     |
| атеїсти     | 1              | < 0,1%   |

## Зовнішні посилання
- Дані про комуну Опташі-Мегура на сайті Ghidul Primăriilor